# Trás-os-Montes (São Tomé)
Trás-os-Montes é uma aldeia de São Tomé e Príncipe, localiza-se no distrito de Mé-Zóchi, ilha de São Tomé, próxima às localidades de Zampalma e de Nova Celão.